# Geografía de Trinidad y Tobago
La geografía de Trinidad y Tobago consiste en varias islas en el Caribe del Sur, entre el mar Caribe y el océano Atlántico Norte, al noreste de Venezuela. Son islas de las Antillas Menores, localizadas cerca de la zona continental de América del Sur.
Cubriendo un área de 5128 km², el país consiste en dos islas principales; Trinidad y Tobago, y varias islas más pequeñas. Trinidad está a 11 km de la costa noroeste de Venezuela, y a 130 km sur de las Granadinas. La isla mide 4768 km² en área (siendo un 93 % del área total del país). La isla parece cuadrada en forma, con tres penínsulas. Tobago está a 30 km al noroeste de Trinidad, y mide alrededor de 298 km² en área
Geológicamente, las islas no son parte del archipiélago antillano. En cambio, Trinidad fue parte una vez de América del Sur y se ubica en su plataforma continental, mientras que Tobago es una parte de una cadena hundida de montañas relacionada al continente. Las islas están ahora separadas del continente por el golfo de Paria.
Además de algunos otros cayos, la República de Trinidad y Tobago se compone de las siguientes islas de relevancia:
- Trinidad
- Tobago
- Chacachacare
- Gaspar Grande
- Gasparillo
- Isla Huevos
- Isla Monos
- Pequeña Tobago

La mayor parte de la población reside en la isla de Trinidad, por lo que en ella se encuentran los mayores pueblos y ciudades.  Hay cuatro municipios principales en Trinidad: la capital, Puerto España, San Fernando, Arima y Chaguanas. La principal ciudad de Tobago es Scarborough.

## Relieve

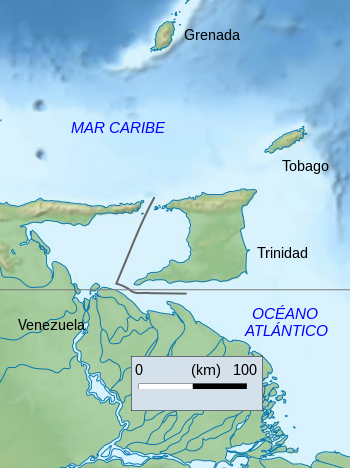
Mapa geográfico de Trinidad y Tobago y sus países limítrofes.

Trinidad es atravesada por tres distintos rangos de montañas que son una continuación de la cordillera costera venezolana. La más alta, El Cerro del Aripo, la otra, El Tucunche. El Rango Central se extiende diagonalmente a través de la isla y es un rango bajo con áreas pantanosas. La llanura de Caroni, compuesta por sedimentos aluvionales, se extiende hacia el sur, separando el rango norte del central. El Rango Sur consiste de una línea de montes de una elevación máxima de 305 metros. En una depresión resto de un antiguo cráter volcánico, existe un curioso lago de brea.

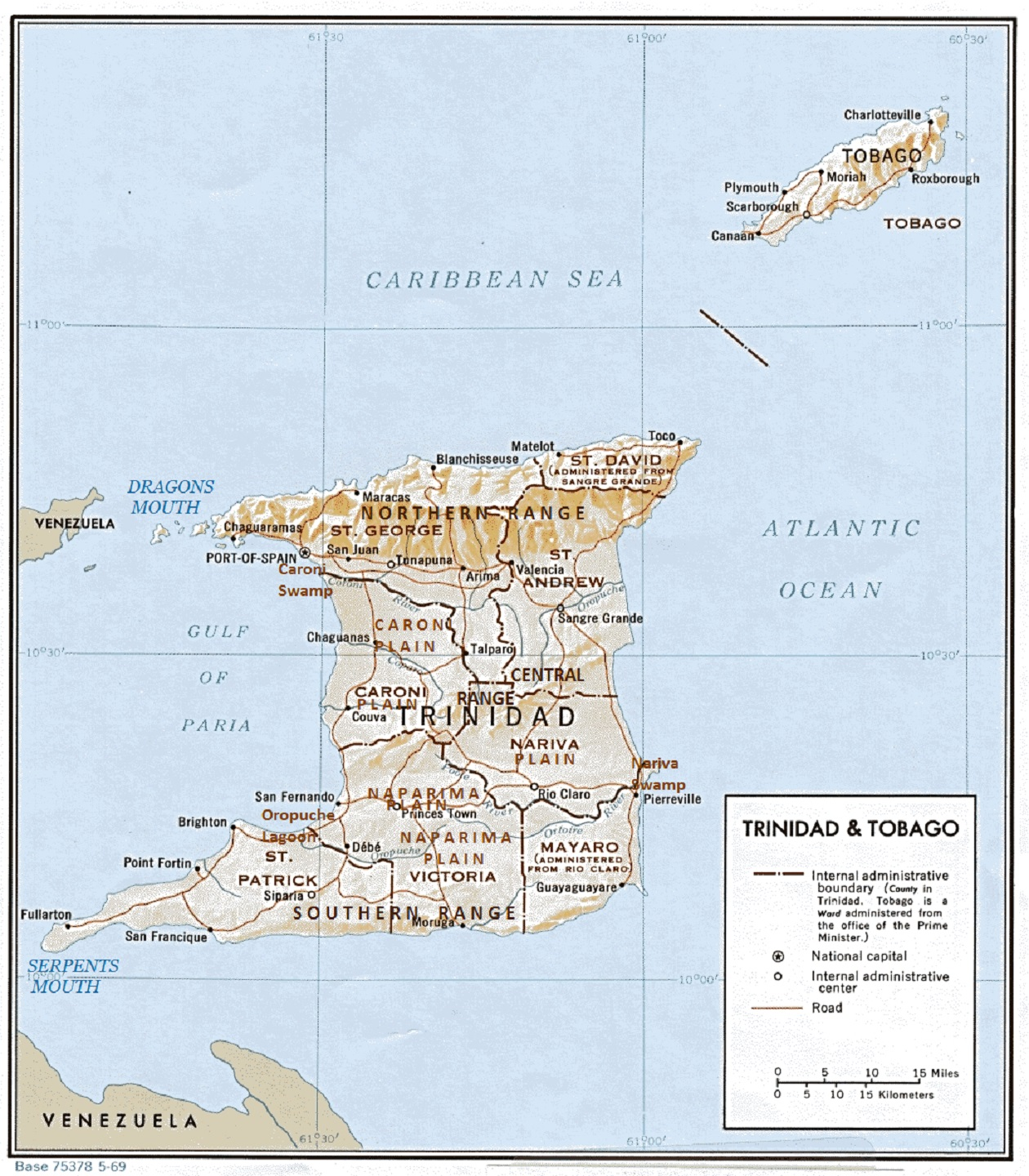
Mapa del relieve

Tobago es montañosa y está dominada por el Canto Principal, que es 29 kilómetros de largo con elevación de hasta 640 metros. Son valles profundos y fértiles que corren de norte a sur. La parte sudoeste tiene una plataforma de coral. Los bosques cubren el 43 % de la isla.
Las costas de Trinidad son relativamente poco accidentadas y en ellas llama la atención, pese a la latitud y el calor de las aguas marinas, la ausencia casi total de arrecifes de coral vivos, esto se explica porque sobre las costas se sedimentan los barros procedentes de la cuenca del Orinoco, y si bien tales barros impiden la formación de corales, como contrapartida facilitan la existencia de una exuberante flora y fauna litoral, entre la que destacan los peces cuatro ojos (en efecto: poseen los dos ojos tabicados horizontalmente por la mitad de tal manera que la mitad inferior ve bajo el agua y la mitad superior de los ojos ve sobre el nivel del agua), tamandúas, monos aulladores y monos capuchinos, ejemplares de fauna inexistente en las otras Antillas.

## Hidrografía
Hay numerosos ríos y arroyos en la isla Trinidad; los más significantes son el río Ortoire, de 5 kilómetros de largo, que se extiende orientalmente hacia el Atlántico, y el río Caroni de 40 kilómetros de largo, que desemboca en el golfo de Paria. La mayoría de los suelos de Trinidad son fértiles, con la excepción del terreno inestable encontrado en la parte sur de la isla.
Hay varios ríos en Tobago, pero inundaciones y erosión son menos severas que en Trinidad. La costa se inventa de varias bahías y playas.

## Clima
Trinidad y Tobago, que están entre los trópicos, disfruta de una clima tropical martítimo influenciado por los vientos del noreste. En Trinidad, la temperatura media es de 26 °C, y la temperatura máxima promedio es 33 °C. La humedad es alta, particularmente durante la estación húmeda, cuando promedia entre 85 y 87 %.
La isla recibe un promedio de 2110 mm de lluvia por año, generalmente concentrada en los meses de junio a diciembre, cuando en breve, intensos diluvios ocurren frecuentenmente. La precipitación aumenta en el Rango Norte, donde puede recibir hasta 381 cm³. Durante la estación seca, las sequías atacan la parte central superior de la isla.
El clima de Tobago es similar al de Trinidad pero levemente más frío. Su estación húmeda se extiende de junio a diciembre; la cantidad de lluvia anual es de 250 cm³.
Las islas están fuera de la zona de huracanes, sin embargo, el huracán Flora dañó a Tobago en 1963, y la tormenta tropical Alma causó daños severos en Trinidad en 1973.

## Otros datos
- Recursos naturales:[2]
  - Petróleo
  - Gas natural
  - asfalto

- Uso de la tierra:[2]
  - Tierra arable: 15 %
  - Cosechas permanentes: 9 %
  - Pastizales permanentes: 2 %
  - Bosques y madera: 46 %
  - otros: 28 %

- Tierra irrigiada:[2] 220 km²

- Riesgos naturales:[2] Pocos, huracanes y tormentas tropicales esporádicos.